# Йотам, син Гедеона
Йотам — біблійний персонаж, про якого згадується у Старому Заповіті, був наймолодшим з сімдесяти синів Гедеона.
Йотам сховався, коли інші були страчені за наказом свого зведеного брата Авімелеха . Громадяни Сихема й Бет-Мілло зібралися і зробили Авімелеха царем. Коли переказано це Йотамові, він вийшов і став на верху гори Герізім і голосно кликнув до них та розказав їм притчу про царя-тернину. Ця притча часто повторюється в Ту-Бішват і відома в Ізраїлі. Він продовжив такими словами:
Його слова, сказані тоді, були пророчими. Після цього царював Авімелех три роки. Тоді зрадили сихемці свого господаря, а Авімелех осівся в Арумі. Ґаал, син Еведів підбурив жителів Сихема проти Авімелеха і відбулася сутичка, що закінчилася знищенням Сихема Авімелехом. Авімелех завоював Сихем і вибив людей, що були в ньому, саме ж місто зруйнував і засіяв сіллю (Суд. 9:45). Отримавши попередження, Йотам втік до Бееру подалі від Авімелеха (Сд. 9:7-21).